# 🇨🇩
🇨🇩 is een Unicode vlagsequentie emoji die gebruikt wordt als regionale indicator voor Congo-Kinshasa. De meest gebruikelijke weergave is die van de vlag van Congo-Kinshasa, maar op sommige platforms (waaronder Microsoft Windows) ziet men de letters CD.
De vlagsequentie is opgebouwd uit de combinatie van de Regional Indicator Symbols 🇨 (U+1F1E8) en 🇩 (U+1F1E9), tezamen de ISO 3166-1 alpha-2 code CD voor Congo-Kinshasa vormend.
Deze emoji is in 2010 geïntroduceerd met de Unicode 6.0-standaard.

## Gebruik

De landsvlag van Congo-Kinshasa

Deze emoji wordt gebruikt als regionale aanduiding van Congo-Kinshasa.

## Codering

De Emoji One-implementatie

### Unicode
In Unicode vindt men de 🇨🇩 met de codesequentie U+1F1E8 U+1F1E9 (hex).

### Shortcode
Er zijn shortcodes  voor 🇨🇩; in Github kan deze opgeroepen worden met :congo_kinshasa:,  in Slack kan het karakter worden opgeroepen met de code :flag-cd:.